# اینسنتیو
اینسنتیو (انگلیسی: Incentive) شرکت بازی ویدئویی بریتانیایی است، که در سال ۱۹۸۳ تأسیس شد.